# Vitis acerifolia
Vitis acerifolia é uma espécie de uva nativa da região centro-sul das Grandes Planícies dos Estados Unidos (Kansas, Oklahoma, norte do Texas, leste do Colorado e nordeste do Novo México). Vitis é vinho em latim, e acerifolia se refere às folhas, que muitas vezes se assemelham às folhas do bordo (Família Acer).

## Descrição
Cresce em arbustos com galhos curtos, cobrindo frequentemente arbustos ou rochas, raramente subindo em árvores. Os galhos são tomentosos quando jovens, mas tornam-se lisos com a maturidade. As gavinhas são geralmente curtas, e as folhas possuem espessura semelhante a de couro, suborbicular amplamente a triangular-ovalada, 6–10 cm de comprimento, irregular e inferiormente dentadas, às vezes superficialmente modificadas. Os tecidos hirsutos acima quando jovens tornam-se lisos e geralmente os tecidos hirsutos abaixo são persistentes. Uma panícula composta densa de 3–6 cm de comprimento só floresce no final da Primavera. Frutos pretos, glaucos, 8-12 milímetros de diâmetro, amadurecem no fim do verão.